# Joshua Koshiba
Joshua Koshiba (ur. 10 grudnia 1943) – palauski polityk, senator od 1980.

## Życiorys
Joshua Koshiba jest politykiem z najdłuższym stażem parlamentarnym. Od ogłoszenia przez Palau niepodległości w 1980 zasiada nieprzerwanie w Senacie. Ostatnią reelekcję wywalczył w listopadzie 2004. Przed objęciem mandatu senatora przez 12 lat pracował jako nauczyciel w szkole średniej (1969–1982). W 1968 ukończył matematykę (licencjat) na University of Guam. 
W latach 1986–1991 Koshiba zajmował stanowisko przewodniczącego Senatu. 
W czerwcu 2008 oficjalnie ogłosił swój start w wyborach prezydenckich jesienią 2008. Wybory w Palau oparte są na dwuturowej ordynacji większościowej: dwóch kandydatów z najlepszymi wynikami w pierwszej turze ubiega się w drugiej o prezydenturę kraju. Pierwsza tura wyborów prezydenckich odbyła się 23 września 2008. Pierwsze miejsce zajął w niej dotychczasowy wiceprezydent Camsek Chin z 3 tysiącami głosów poparcia, a drugą lokatę uzyskał Johnson Toribiong z wynikiem 2,5 tysiąca głosów zajął drugą lokatę. Przeszli oni do drugiej tury wyborów 4 listopada 2008. Joshua Koshiba był czwarty z wynikiem 1,4 tysiąca głosów i razem z trzecim Surangelem Whipsem (2,25 tysiąca głosów), nie przeszedł do kolejnej tury wyborów.